# Torsås pastorat
Torsås pastorat är ett pastorat i Stranda-Möre kontrakt i Växjö stift. Pastoratet omfattar  alla församlingar i Torsås kommun.
Pastoratet  består av
- Torsås församling
- Söderåkra församling
- Gullabo församling

Pastoratskod är 061510.